# 37. ceremonia wręczenia Oscarów
37. ceremonia rozdania Oscarów odbyła się 5 kwietnia 1965 roku w Santa Monica Civic Auditorium w Santa Monica.

## Laureaci

### Najlepszy film
- Jack L. Warner – My Fair Lady
- Michalis Kakojanis – Grek Zorba
- Hal B. Wallis – Becket
- Stanley Kubrick – Doktor Strangelove, czyli jak przestałem się martwić i pokochałem bombę
- Walt Disney, Bill Walsh – Mary Poppins

### Najlepszy aktor
- Rex Harrison – My Fair Lady
- Anthony Quinn – Grek Zorba
- Richard Burton – Becket
- Peter O’Toole – Becket
- Peter Sellers – Doktor Strangelove, czyli jak przestałem się martwić i pokochałem bombę

### Najlepszy aktor drugoplanowy
- Peter Ustinov – Topkapi
- John Gielgud – Becket
- Lee Tracy – Ten najlepszy
- Stanley Holloway – My Fair Lady
- Edmond O’Brien – Siedem dni w maju

### Najlepsza aktorka
- Julie Andrews – Mary Poppins
- Sophia Loren – Małżeństwo po włosku
- Anne Bancroft – Zjadacz dyń
- Kim Stanley – Seans w deszczowe popołudnie
- Debbie Reynolds – Niezatapialna Molly Brown

### Najlepsza aktorka drugoplanowa
- Lila Kedrova – Grek Zorba
- Edith Evans – The Chalk Garden
- Agnes Moorehead – Nie płacz, Charlotto
- Gladys Cooper – My Fair Lady
- Grayson Hall – Noc iguany

### Najlepsza scenografia i dekoracje wnętrz (film czarno-biały)
- Wassilis Fotopulos – Grek Zorba
- George W. Davis, Hans Peters, Elliot Scott, Henry Grace, Robert R. Benton – Amerykanizacja Emily
- William Glasgow, Raphael Bretton – Nie płacz, Charlotto
- Stephen B. Grimes – Noc iguany
- Cary Odell, Edward G. Boyle – Siedem dni w maju

### Najlepsza scenografia i dekoracje wnętrz (film barwny)
- Gene Allen, Cecil Beaton, George James Hopkins – My Fair Lady
- John Bryan, Maurice Carter, Patrick McLoughlin, Robert Cartwright – Becket
- Carroll Clark, William H. Tuntke, Emile Kuri, Hal Gausman – Mary Poppins
- George W. Davis, E. Preston Ames, Henry Grace, Hugh Hunt – Niezatapialna Molly Brown
- Jack Martin Smith, Ted Haworth, Walter M. Scott, Stuart A. Reiss – Pięciu mężów pani Lizy

### Najlepsze zdjęcia (film czarno-biały)
- Walter Lassally – Grek Zorba
- Philip H. Lathrop – Amerykanizacja Emily
- Milton R. Krasner – Fate Is the Hunter
- Joseph F. Biroc – Nie płacz, Charlotto
- Gabriel Figueroa – Noc iguany

### Najlepsze zdjęcia (film barwny)
- Harry Stradling – My Fair Lady
- Geoffrey Unsworth – Becket
- William H. Clothier – Jesień Czejenów
- Edward Colman – Mary Poppins
- Daniel L. Fapp – Niezatapialna Molly Brown

### Najlepsze kostiumy (film czarno-biały)
- Dorothy Jeakins – Noc iguany
- Edith Head – A House Is Not a Home
- Norma Koch – Nie płacz, Charlotto
- Howard Shoup – Kisses for My President
- René Hubert – Wizyta starszej pani

### Najlepsze kostiumy (film barwny)
- Cecil Beaton – My Fair Lady
- Margaret Furse – Becket
- Tony Walton – Mary Poppins
- Morton Haack – Niezatapialna Molly Brown
- Edith Head, Moss Mabry – Pięciu mężów pani Lizy

### Najlepsza reżyseria
- George Cukor – My Fair Lady
- Michalis Kakojanis – Grek Zorba
- Peter Glenville – Becket
- Stanley Kubrick – Doktor Strangelove, czyli jak przestałem się martwić i pokochałem bombę
- Robert Stevenson – Mary Poppins

### Pełnometrażowy film dokumentalny
- Jacques-Yves Cousteau – Jacques-Yves Cousteau’s World Without Sun
- Jean Aurel – 14-18
- Bert Haanstra – Alleman
- Jack Levin – The Finest Hours
- Mel Stuart- Four Days in November

### Krótkometrażowy film dokumentalny
- Charles Guggenheim – Nine From Little Rock
- Geoffrey Scott, Oxley Hughan – 140 Days Under the World
- Henry Jacobs, John Korty – Breaking the Habit
- Guggenheim Productions – Children Without
- National Film Board of Canada – Eskimo Artist: Kenojuak

### Najlepszy montaż
- Cotton Warburton – Mary Poppins
- Anne V. Coates – Becket
- Ted J. Kent – Ojciec Wirgiliusz
- Michael Luciano – Nie płacz, Charlotto
- William H. Ziegler – My Fair Lady

### Najlepszy film nieanglojęzyczny
- Wczoraj, dziś, jutro, reż. Vittorio De Sica
- Dzielnica kruków, reż. Bo Widerberg
- Parasolki z Cherbourga, reż. Jacques Demy
- Sallah Shabati, reż. Ephraim Kishon
- Kobieta z wydm, reż. Hiroshi Teshigahara

### Najlepsza muzyka głównie oryginalna
- Richard M. Sherman, Robert B. Sherman – Mary Poppins
- Laurence Rosenthal – Becket
- Dimitri Tiomkin – Upadek Cesarstwa Rzymskiego
- Frank De Vol – Nie płacz, Charlotto
- Henry Mancini – Różowa Pantera

### Najlepsza adaptacja muzyki
- André Previn – My Fair Lady
- George Martin – Noc po ciężkim dniu
- Irwin Kostal – Mary Poppins
- Nelson Riddle – Robin i 7 gangsterów
- Robert Armbruster, Léo Arnaud, Jack Elliott, Jack Hayes, Calvin Jackson, Leo Shuken – Niezatapialna Molly Brown

### Najlepsza piosenka filmowa
- Richard M. Sherman, Robert B. Sherman – „Chim Chim Cher-ee” z filmu Mary Poppins
- Henry Mancini (muzyka) Jay Livingston (słowa) – „Dear Heart” z filmu Dear Heart
- Frank De Vol (muzyka) Mack David (słowa) – „Hush...Hush, Sweet Charlotte” z filmu Nie płacz, Charlotto
- Jimmy Van Heusen (muzyka) Sammy Cahn (słowa) – „My Kind of Town” z filmu Robin i 7 gangsterów
- Jimmy Van Heusen (muzyka) Sammy Cahn (słowa) – „Where Love Has Gone” z filmu Dokąd poszła miłość

### Najlepszy dźwięk
- George Groves (Warner Bros. SSD) – My Fair Lady
- John Cox (Shepperton SSD) – Becket
- Waldon O. Watson (Universal City SSD) – Ojciec Wirgiliusz
- Robert O. Cook (Walt Disney SSD)) – Mary Poppins
- Franklin Milton (M-G-M SSD) – Niezatapialna Molly Brown

### Najlepsze efekty specjalne
- Peter Ellenshaw, Hamilton Luske, Eustace Lycett – Mary Poppins
- Jim Danforth – Siedem wcieleń doktora Lao

### Najlepszy montaż dźwięku
- Norman Wanstall – Goldfinger
- Robert L. Bratton – The Lively Set

### Krótkotrwały film animowany
- David H. DePatie i Friz Freleng – The Pink Phink
- National Film Board of Canada – Christmas Cracker
- William L. Snyder – How to Avoid Friendship
- William L. Snyder – Nudnik #2

### Krótkotrwały film aktorski
- Edward Schreiber – Cosals Conducts: 1964
- Carson Davidson – Help! My Snowman’s Burning Down
- Robert Clouse – The Legend of Jimmy Blue Eyes

### Najlepszy scenariusz oryginalny i materiały do niego
- S.H. Barnett, Peter Stone, Frank Tarloff – Ojciec Wirgiliusz
- Agenore Incrocci, Furio Scarpelli, Mario Monicelli – Towarzysze
- Alun Owen – Noc po ciężkim dniu
- Jean-Paul Rappeneau, Ariane Mnouchkine, Daniel Boulanger, Philippe de Broca – Człowiek z Rio
- Orville H. Hampton, Raphael Hayes – Czarne i białe

### Najlepszy scenariusz adaptowany
- Edward Anhalt – Becket
- Michalis Kakojanis – Grek Zorba
- Stanley Kubrick, Peter George, Terry Southern – Doktor Strangelove, czyli jak przestałem się martwić i pokochałem bombę
- Bill Walsh, Don DaGradi – Mary Poppins
- Alan Jay Lerner – My Fair Lady

### Oscar Honorowy
- William Tuttle – za charakteryzację do filmu Siedem wcieleń doktora Lao